# Mario Chiodi
Mario Enrico Virginio Giuseppe Chiodi (Alessandria, 7 gennaio 1896 – Alessandria, 9 luglio 1974) è stato un calciatore italiano, di ruolo centrocampista.

## Carriera
Inizia l'attività sportiva con l'Alessandria, disputando due annate da riserva tra il 1913 e il 1915, senza presenze in prima squadra. Durante la prima guerra mondiale milita nell'Alessandrina, con la quale prende parte solamente a partite amichevoli tra cui quella contro la rappresentativa dell'Esercito inglese, il 26 maggio 1918. Alla ripresa dei campionati torna nelle file dell'Alessandria, con cui partecipa al campionato di Prima Categoria 1919-1920 disputando 4 partite; scende in campo anche in occasione dell'unico derby disputato con l'Alessandrina, il 22 gennaio 1920 in amichevole.
Per la stagione 1920-1921 passa al Piacenza, dove ritrova molti giocatori già suoi compagni di squadra nelle due formazioni alessandrine; il trasferimento è dovuto alla presenza nella città emiliana di un istituto per il recupero degli anni scolastici, che consente a Chiodi di diplomarsi ragioniere. Con la squadra biancorossa, eliminata nelle fasi regionali, disputa 5 partite con 2 reti, prima di far ritorno all'Alessandria dove disputa una nuova stagione da rincalzo, nel campionato organizzato dalla Confederazione Calcistica Italiana. Viene riconfermato per la formazione riserve anche nel campionato 1922-1923, senza tuttavia scendere in campo con prima squadra.